# You're the Only One
You're the Only One è un album studio del 1990 della cantante pop cinese Wang Fei, conosciuta popolarmente con il nome Faye Wong.

## Tracce
1. 美麗的震盪 – Beautiful Vibration
Bella vibrazione
2. 又繼續等 – Still Waiting
Aspettando ancora
3. 然後某天 – And Then one Day
E poi un giorno
4. 悶人咖啡 – Boring Coffee
Caffè noioso
5. 無原因 – No Reason
Nessuna ragione
6. 多得他 – Because Of Him
A causa sua
7. 只有你 – Only You
Solo te
8. 靜夜的單簧管 – Clarinet In A Quiet Night
Clarinetto in una notte calma
9. 明年今夜– Next Year Tonight
L'anno prossimo stanotte
10. 不裝飾– No Decorations
Nessuna decorazione

Still Waiting è una cover della hit di Diana Ross I'm Still Waiting.